# Informationsarchitektur
Informationsarchitektur bezeichnet den Prozess der Gestaltung der Struktur eines Informationsangebots.
Zur Informationsarchitektur eines Informationsangebotes zählen die sinnvolle Unterteilung der Inhalte, die Navigationswege und Suchmöglichkeiten innerhalb des Angebots und die gebrauchstaugliche Gestaltung des Zugangs zu den Informationen.
Bei der Gestaltung der Informationsarchitektur wird festgelegt, wie ein Nutzer mit einem Informationssystem interagieren kann. Dazu werden zunächst Informationseinheiten und Funktionen definiert und benannt und diese Einheiten und Funktionen gruppiert und im Informationsangebot platziert.
Der Begriff Informationsarchitektur wird vor allem im Zusammenhang mit der Planung und Gestaltung von Internetseiten, Intranets, Apps, Kiosk- und Datenbanksystemen verwendet.
Ziel der Informationsarchitektur ist eine möglichst zielgruppengerechte, nutzerfreundliche Gestaltung (engl. Usability), um eine bestmögliche Gebrauchsfähigkeit des zu transportierenden Informationsangebots zu erschaffen.

## Begriffsgeschichte

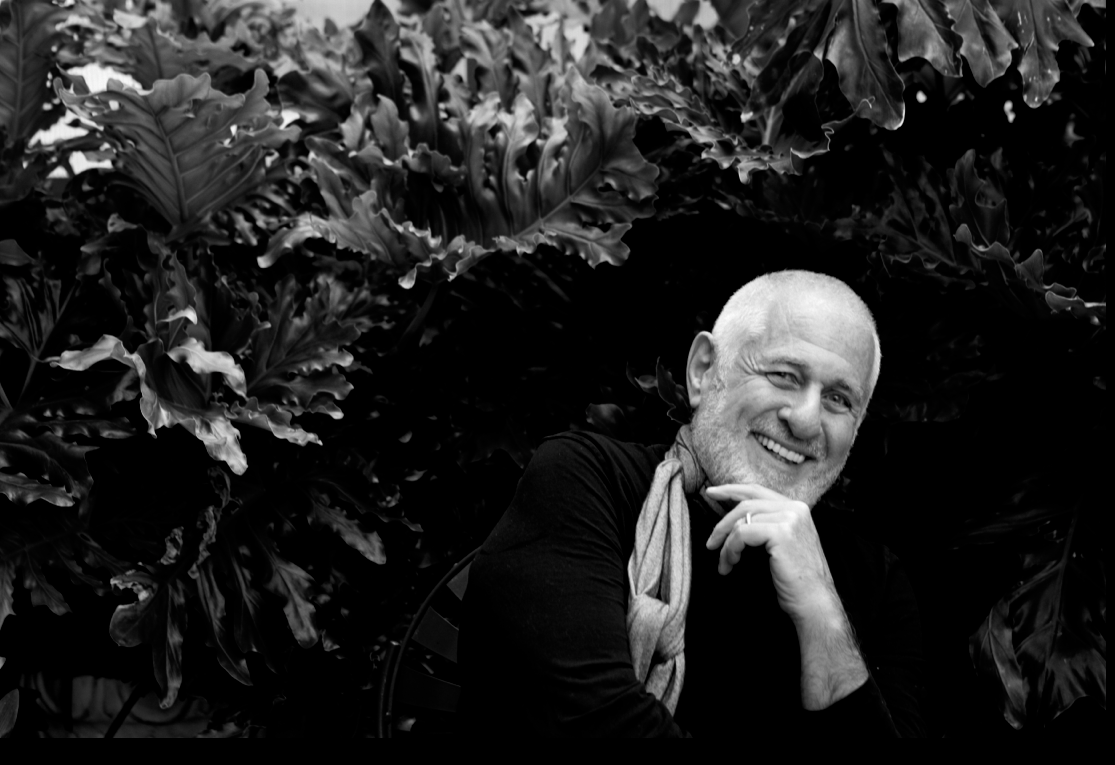
Richard Saul Wurman (2012)

Von Architektur sprachen in der Informatik schon 1959 Lyle R. Jonson und Frederick P. Brooks bei IBM, um den Aufbau des Supercomputers Stretch zu beschreiben.
1970 wurde bei Xerox eine Gruppe aus Natur- und Bibliothekswissenschaftlern beauftragt, eine „Informationsarchitektur“ zu schaffen.
Früher diente der Begriff der Informationsarchitektur in der Informatik auch zur Bezeichnung von Netzwerkarchitekturen oder auch als Bezeichnung für das Chipdesign.
Der Begriff „Information Architect“ wird auf den Architekten und Grafiker Richard Saul Wurman (* 1935) zurückgeführt. 1976 gab er einer Konferenz des American Institute of Architects (AIA) das Thema „The Architecture of Information“ und hielt dort einen Vortrag gleichen Titels. 1996 veröffentlichte er ein Buch mit dem Titel „Information architects“. Beachtung fand das Thema der Informationsarchitektur 1998 durch das Buch „Information Architecture for the World Wide Web“ von Lou Rosenfeld und Peter Morville.

## Ziele
Bei der Gestaltung einer Informationsarchitektur wird das Ziel verfolgt, die Inhalte eines Informationssystems so zugänglich zu machen, dass sowohl die Bedürfnisse der Nutzer als auch die der Betreiber bestmöglich befriedigt werden. Das System soll leicht und intuitiv bedienbar sein. Es sollte eine schnelle und einfache Orientierung bieten und sich an das Suchverhalten der Zielgruppe anpassen, für die das Informationsangebot bestimmt ist. In diesem Zusammenhang sind insbesondere Methoden des Usability-Testing für die Gestaltung einer Informationsarchitektur hilfreich.
Gleichzeitig muss die Gestaltung den weiteren Kontext des Systems miteinbeziehen. So können finanzielle oder technische Schranken bestehen oder bestimmte Geschäftsziele den Zweck des Systems bestimmen, denen ebenso nachgekommen werden muss, wie den Bedürfnissen des Nutzers. Unter diesen Bedingungen wird nun der Inhalt des Informationssystems strukturiert. Je nachdem, um was für Inhalte es sich handelt, kann dies Einfluss auf die Gestaltung nehmen. Daneben sollten die Informationen so strukturiert werden, dass sie leicht auf- und wiederfindbar sind. Gleichzeitig kann bei der Strukturierung der Inhalte leichte Erweiterbarkeit eine Anforderung sein.

„Eine effektive IA war und ist also eine Struktur, die sich dem Nutzer nicht in den Weg stellt, sondern hilft innerhalb eines (meist digitalen) Informationssystems ein gewünschtes Ziel zu erreichen.“

## Gestaltung
Die Gestaltung einer Informationsarchitektur umfasst mehrere Komponenten. Dazu gehört die Organisation und Benennung der Inhalte, die Navigation und die Suche. Informationsarchitektur beschäftigt sich mit den Fragen, wie die Inhalte anhand der gegebenen Anforderungen am besten strukturiert werden sollten und wie diese Inhalte dann am besten benannt werden sollten. Sie beschäftigt sich damit, wie das Navigieren zwischen den Inhalten am besten funktionieren könnte und welche Elemente das Navigationssystem des Informationsangebotes dafür benötigt. Nicht zuletzt gehört dazu auch die Frage, wie die Inhalte in der Suche aufgefunden werden, wie die Suchmaschine funktionieren soll, also nach welchen Prinzipien indexiert und die Suchergebnisse zurückgespielt werden sollten.
Das Informationssystem wird für einen bestimmten Anwender gestaltet. Es sollte also bekannt sein, wer das System nutzt, und wie sie das System nutzen. Auch welche Information von den Anwendern genutzt werden möchte, sollte ermittelt werden. Hierzu eignen sich insbesondere die Methoden des Usability-Testing.
Verschiedene Aspekte des Inhalts des Informationsangebotes nehmen Einfluss auf die Gestaltung der Informationsarchitektur. Da wäre zunächst der Umfang des zu strukturierenden Inhalts. Eine Informationsarchitektur für viel Inhalt muss durchaus anders aufgebaut sein, als eine für nur sehr wenig.  Auch das Format des Inhalts ist entscheidend. Handelt es sich um Texte, oder vielleicht um Bilder oder etwas ganz anderes? Die Struktur der Inhalte ist dabei ebenso von Belang. In welchen Einheiten kann der Inhalt dargeboten werden? Wie fein lassen sich dabei die Elemente voneinander trennen? Wie viele und welche Metadaten gibt es zu den Inhalten? Und schließlich muss noch beachtet werden, wie dynamisch der Korpus des Inhalts ist, wie oft er z. B. erneuert werden muss. Nicht zuletzt kann es von Bedeutung sein, wer die Rechte an den Inhalten hat, da sich hieraus Konsequenzen für die Nutzung ergeben können.

### Top-Down-Informationsarchitektur
Bei der Gestaltung der Informationsarchitektur für eine Webseite kann man die Informationsarchitektur von zwei Seiten aus denken. Ein Ansatz ist die Top-Down-Informationsarchitektur. Man arbeitet im Vorhinein aus, was die meistgesuchten Informationen sein werden. Bei der Gestaltung in dieser Richtung geht man meist davon aus, dass der Nutzer auf der Startseite einsteigt  und sich von hier aus weiter durch das Angebot orientieren will. Der Einstieg sollte also in der Lage sein, dem Anwender zu verdeutlichen, wo er sich befindet und wie er durch das Angebot navigieren kann. Es sollte auf einen Blick deutlich werden, um was für eine Seite es sich handelt und was er damit anfangen kann. Wenn er schon weiß, was er will, sollte er in der Lage sein, schnell zu erfassen, wie er es finden kann.

### Bottom-Up-Informationsarchitektur
Insbesondere bei der Gestaltung von Webseiten kann es von Vorteil sein, wenn man sich vor Augen führt, dass der Anwender nicht immer von oben durch das Angebot herunter navigieren wird, sondern vielleicht mitten im Informationsangebot anlandet, z. B. durch den Einstieg über eine Suchmaschine. Auch von dieser Seite, muss die Informationsarchitektur in der Lage sein, dem Nutzer zu vermitteln, wo er sich befindet, was er auf der Webseite für ein Angebot vorfindet und wie er von dort aus weitergelangt.

### Methoden und Werkzeuge

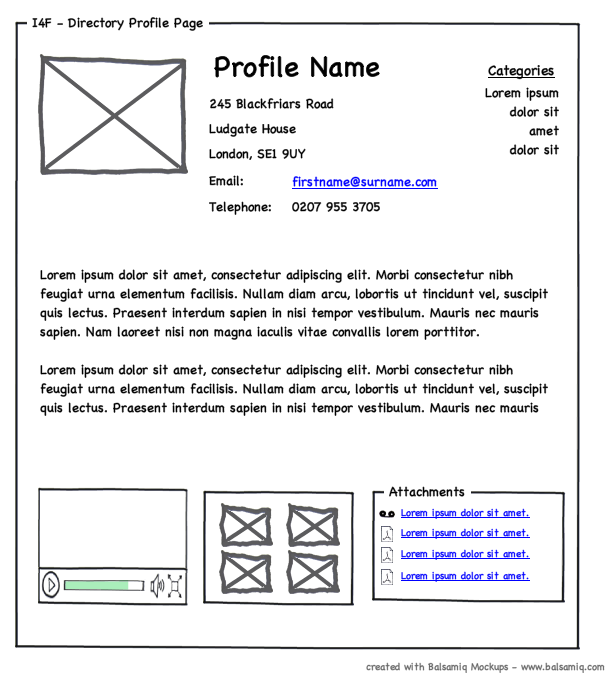
Ein Website Wireframe für ein persönliches Profil

Bei der Gestaltung einer Informationsarchitektur müssen viele Dinge beachtet und erörtert werden. Die Gestaltung ist durchaus interdisziplinär. Die Methoden sind daher vielfältig, werden aber auch in anderen Bereichen angewendet. Um herauszufinden, was der Nutzer möchte und wie er ein Informationssystem nutzt, eignen sich Methoden des Usability-Testing. Auch das Interaktionsdesign bietet Methoden und Werkzeuge, die bei der Gestaltung einer  Informationsarchitektur hilfreich sein können.
Häufig wird die Struktur einer Webseite gerne visualisiert. Um den prinzipiellen Aufbau einer einzelnen Webseite aufzuzeichnen, eignen sich Wireframes. Hier werden die einzelnen Elemente der Website und ihre Positionierung dargestellt. Weitergehend werden gerne Schemata gezeichnet, die in Form einer Mindmap oder eines Baumdiagrammes die Navigationswege durch das Angebot oder die Strukturierung der Inhalte darstellen sollen.
Zur Ermittlung einer geeigneten Menüstruktur können partizipative Methoden wie das Card-Sorting verwendet werden. Hierbei werden mögliche oder zukünftige Nutzer eines Informationssystems gebeten, die Elemente so zu benennen und anzuordnen, wie sie erwarten würden, diese vorzufinden.
Auch Customer-Journey-Maps können bei der Gestaltung der Informationsarchitektur unterstützen. Hier wird der „Weg“ des Nutzers in der Interaktion mit dem Angebot nachgezeichnet.

## Berufsbild
Der Beruf Informationsarchitekt ist keine geschützte Bezeichnung. Eine andere Bezeichnung ist auch Konzepter. Je nach beruflichem Umfeld übernehmen auch Experience Designer, Visual Designer, Researcher und Strategische Planer die Aufgaben eines Informationsarchitekten. Auch die Wege in diesen Beruf sind vielfältig. Sie reichen von einem Studium in Informatik, über die Bibliotheks- und Informationswissenschaft, Computerlinguistik, Human-Computer-Interaction bis hin zu Germanistik und Journalismus.
Informationsarchitekten arbeiten häufig in Agenturen oder selbstständig. Eng damit verbunden sind Dienstleistungen im Bereich Webdesign, Kommunikations-, Interaktionsdesign und Softwareentwicklung.
Das Information Architecture Institute ist eine Non-Profit-Organisation von Informationsarchitekten bzw. Konzeptern. Sie engagieren sich weltweit für das Vorantreiben von Informationsarchitektur in Forschung und Ausbildung. Mit der GermanUPA gibt es außerdem einen deutschen Berufsverband, in dem auch Informationsarchitekten und Konzepter organisiert sind.